# Georg Friedrich Leopold Tischler
Georg Friedrich Leopold Tischler (22 de junio de 1878 en Losgehnen, distrito Bartenstein, Prusia Oriental; † 6 de enero de 1955 en Kiel) fue un botánico alemán, y profesor de media.
Era un hijo del terrateniente Oskar Tischler, hermano del ornitólogo Friedrich Tischler (1881–1945) y un sobrino del prehistoriador Otto Tischler (1843–1891).
De 1908 a 1912 fue profesor en Heidelberg. Fue profesor de media en el Instituto Botánico de la Universidad de Kiel, director del Instituto Botánico y del jardín botánico local.

## Algunas publicaciones
- Die Berberidaceen und Podophyllaceen. Versuch einer morphologisch-biologischen Monographie. Naturwissenschaftliche Habilitationsschrift, Heidelberg. In: A. Engler (ed.) Botanische Jahrbücher für Systematik, Pflanzengeschichte und Pflanzengeographie v. 31. Verlag von Wilhelm Engelmann, Leipzig 1902.
- Allgemeine Pflanzenkaryologie. Gebr. Bornträger, Berlín 1921/22
- Moderne Rassenbildungsfragen im Pflanzenreich. (Schriften der wissenschaftlichen Akademie der NSD.-Dozentenbundes der Christian-Albrechts-Universität Kiel, 13). Wachholtz, Neumünster 1940.
- Die Chromosomenzahlen der Gefässpflanzen Mitteleuropas. Junk, 'S-Gravenhage 1950.
- La abreviatura «Tischler» se emplea para indicar a Georg Friedrich Leopold Tischler como autoridad en la descripción y clasificación científica de los vegetales.[6]